# Crimine internazionale
Il crimine internazionale è una violazione del diritto internazionale che lede interessi vitali della comunità internazionale. Tali crimini vengono codificati per la prima volta nell'accordo di Londra del 1945 che istituisce i tribunali penali di Norimberga e Tokyo.

## Tipologia
L'inadempimento agli obblighi di diritto internazionale può dar luogo a due diverse fattispecie: il delitto internazionale ed il crimine internazionale: quest'ultimo rappresenta la gamma di violazioni più gravi, tanto che a determinati livelli rescinde il vincolo di rappresentanza organica e segue, oltre allo Stato, anche l'individuo che - nella sua veste di organo di vertice dello Stato che commette il crimine - ha determinato il soggetto statuale a violare lo ius gentium.

## Storia
La codificazione ha subito numerose modifiche. La materia riguarda la responsabilità degli Stati, in quanto sono spesso individui-organi a commettere tali crimini e in ogni caso sono commessi perché lo stato non ha messo in atto tutte le misure necessarie a prevenire e reprimere tali crimini (vedere progetti della commissione di diritto internazionale dell'ONU, del 1996 e del 2001). Tali crimini sono: crimini di guerra (violazioni delle convenzioni dell'Aja e della Convenzione di Ginevra del 1949), crimini contro l'umanità (violazione continua e massiccia dei diritti umani), genocidio, tortura, aggressione, terrorismo internazionale e apartheid.
Lo Statuto della Corte penale internazionale - adottato a Roma il 17 luglio 1998 da una Conferenza diplomatica di plenipotenziari in esecuzione della risoluzione dell'Assemblea generale delle Nazioni Unite 51/207 del 17 dicembre 1996 - istituisce una giurisdizione internazionale a carattere permanente (la Corte penale internazionale) con la funzione di perseguire e giudicare "i più gravi crimini di portata internazionale". Esso è stato ratificato in Italia con legge 12 luglio 1999, n. 232.

## Il ruolo dell'Europa a supporto della persecuzione dei crimini
Non è vero che il diritto internazionale penale viola il principio di irretroattività della legge penale: per due volte, negli ultimi anni, nel caso Naletilic e nel caso Milošević, la Corte europea dei diritti dell'uomo ha inequivocabilmente statuito che il Tribunale penale internazionale per l'ex-Jugoslavia offre le sufficienti garanzie procedurali richieste dalla Convenzione europea per la salvaguardia dei diritti dell'uomo e delle libertà fondamentali. Piuttosto, il principio nullum crimen sine lege si atteggia diversamente rispetto al diritto penale internazionale posto da strumenti pattizi internazionali, e ciò perché non richiede espressamente un testo di legge scritta, ma nasce dal diritto internazionale generale di fonte consuetudinaria. Il fatto che quest'ultimo venga sempre più codificato in trattati funge da utile supporto per l'interprete, anche per garantire in concreto il rispetto del principio di tipicità, determinatezza e tassatività della fattispecie: ma sicuramente non si può dire che gli autori di crimini internazionali nell'ultimo decennio del Novecento non sapevano di porre in essere un comportamento sanzionabile a livello giuridico.
Anche il diritto sostanziale (penale e costituzionale) - comunque - necessita di adeguamenti, come fu rilevato già diversi anni fa dalla Venice Commission del Consiglio d'Europa; sviluppi si registrano anche a livello europeo in materia di estradizione e di semplificazione delle procedure di consegna. Un domani che al Procuratore europeo si affiancasse un Corpus iuris unitario anche in materia penale, lo stesso encomiabile sforzo esercitato in questi anni dalla Commissione europea - per propiziare l'adesione di tutti gli Stati membri e quelli candidati allo Statuto della Corte penale internazionale - potrebbe non esaurire l'ambito del contributo europeo alla causa della giustizia internazionale. Il principio di complementarità pretende che all'Aja arrivi solo ciò che non si riesce a perseguire a livello nazionale; proprio il livello europeo - mediante le proprie istituzioni giurisdizionali, esistenti o di nuova istituzione - potrebbe rappresentare uno "scalino" ulteriore di garanzia, anche alla luce dei diritti fondamentali consacrati nella Carta di Nizza e del fatto che essi stanno entrando nella strumentazione della Corte di giustizia dell'Unione europea avente sede a Lussemburgo.